# Semiothisa stigmica
Semiothisa stigmica là một loài bướm đêm trong họ Geometridae.